# Bananal (kommun i Brasilien)
Bananal är en kommun i Brasilien.   Den ligger i delstaten São Paulo, i den sydöstra delen av landet, 900 km söder om huvudstaden Brasília. Antalet invånare är 10 220.
Omgivningarna runt Bananal är huvudsakligen savann. Runt Bananal är det ganska glesbefolkat, med 31 invånare per kvadratkilometer.